# Pinsaguel
Pinsaguel (Pinsaguèl en occitan) est une commune française située dans le nord du département de la Haute-Garonne, en région Occitanie.
Sur le plan historique et culturel, la commune est dans le Pays toulousain, qui s’étend autour de Toulouse le long de la vallée de la Garonne, bordé à l’ouest par les coteaux du Savès, à l’est par ceux du Lauragais et au sud par ceux de la vallée de l’Ariège et du Volvestre. Exposée à un climat océanique altéré, elle est drainée par la Garonne, l'Ariège, le ruisseau de Cassignol, l'Ousse et par divers autres petits cours d'eau. La commune possède un patrimoine naturel remarquable : deux sites Natura 2000 (la « vallée de la Garonne de Muret à Moissac » et « Garonne, Ariège, Hers, Salat, Pique et Neste »), deux espaces protégés (« la Garonne, l'Ariège, l'Hers Vif et le Salat » et la réserve naturelle régionale Confluence Garonne-Ariège) et quatre zones naturelles d'intérêt écologique, faunistique et floristique.
Pinsaguel est une commune urbaine qui compte 2 779 habitants en 2022, après avoir connu une forte hausse de la population depuis 1962. Elle est dans l'agglomération toulousaine et fait partie de l'aire d'attraction de Toulouse. Ses habitants sont appelés les Pinsaguelois et Pinsagueloises.
Le patrimoine architectural de la commune comprend un immeuble protégé au titre des monuments historiques : le château Bertier, inscrit en 1941.

## Géographie

### Localisation
La commune de Pinsaguel se trouve dans le département de la Haute-Garonne, en région Occitanie.
Elle se situe à 11 km à vol d'oiseau de Toulouse, préfecture du département, à 7 km de Muret, sous-préfecture, et à 2 km de Portet-sur-Garonne, bureau centralisateur du canton de Portet-sur-Garonne dont dépend la commune depuis 2015 pour les élections départementales.
La commune fait en outre partie du bassin de vie de Toulouse.
Les communes les plus proches sont : 
Roques (1,1 km), Lacroix-Falgarde (1,9 km), Portet-sur-Garonne (2,0 km), Roquettes (2,1 km), Pins-Justaret (3,2 km), Villeneuve-Tolosane (4,2 km), Villate (4,3 km), Goyrans (4,6 km).
Sur le plan historique et culturel, Pinsaguel fait partie du pays toulousain, une ceinture de plaines fertiles entrecoupées de bosquets d'arbres, aux molles collines semées de fermes en briques roses, inéluctablement grignotée par l'urbanisme des banlieues.
Pinsaguel est limitrophe de cinq autres communes.
Les communes limitrophes sont Portet-sur-Garonne, Goyrans, Lacroix-Falgarde, Pins-Justaret, Roques et Roquettes.
| Roques La Garonne | Portet-sur-Garonne La Garonne |                           |
| Roquettes         | Pinsaguel                     | L'Ariège Lacroix-Falgarde |
|                   | Pins-Justaret                 | L'Ariège Goyrans          |

### Géologie et relief
La superficie de la commune est de 520 hectares ; son altitude varie de 144  à   160 mètres.

### Hydrographie

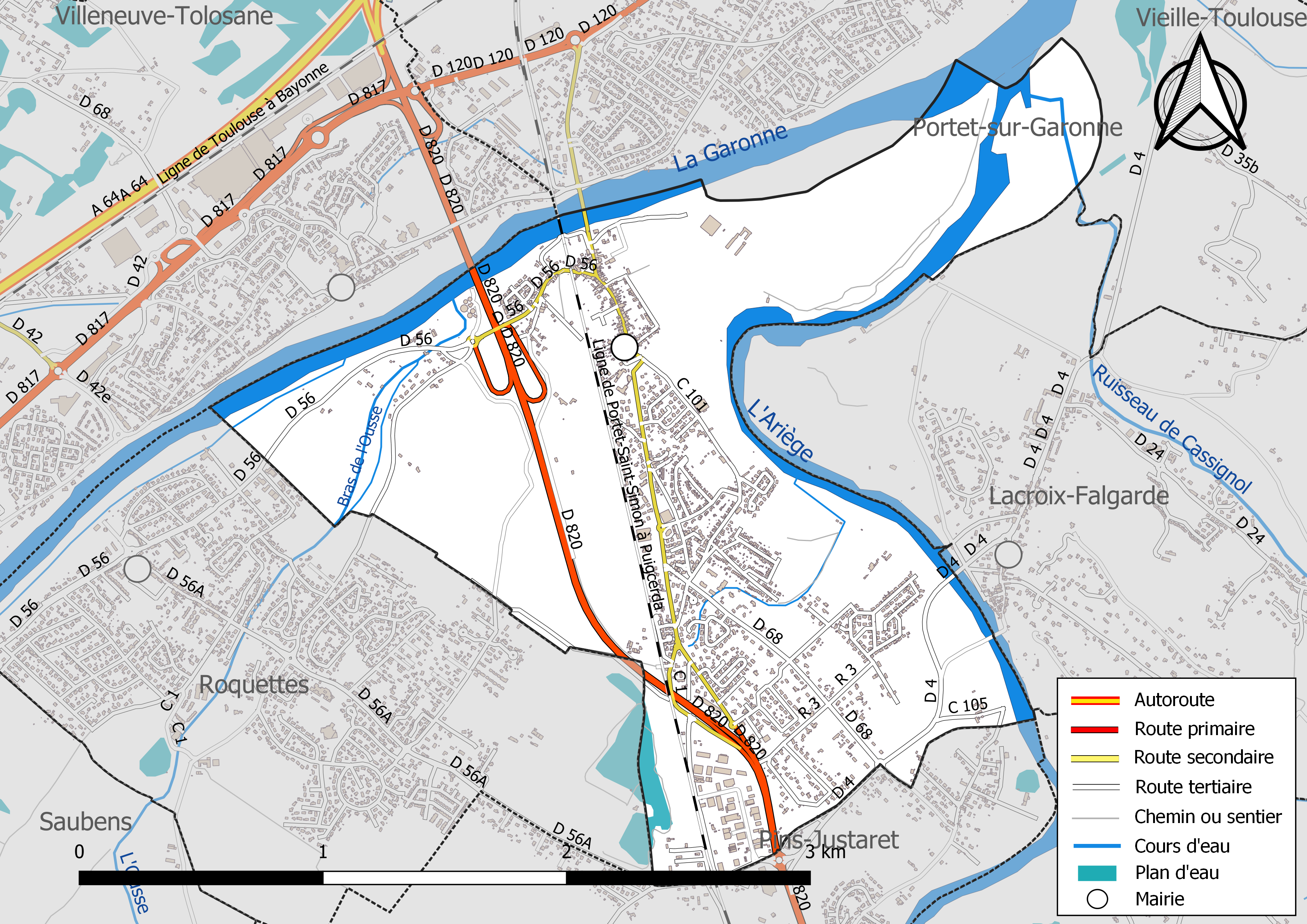
Réseaux hydrographique et routier de Pinsaguel.

La commune est dans le bassin de la Garonne, au sein du bassin hydrographique Adour-Garonne. Elle est drainée par la Garonne, l'Ariège, le ruisseau de Cassignol, l'Ousse, un bras de l'Ousse et par deux petits cours d'eau, constituant un réseau hydrographique de 8 km de longueur totale,.
La Garonne est un fleuve principalement français prenant sa source en Espagne et qui coule sur 529 km avant de se jeter dans l’océan Atlantique.

### Climat
Pour des articles plus généraux, voir Climat de l'Occitanie et Climat de la Haute-Garonne.
En 2010, le climat de la commune est de type climat du Bassin du Sud-Ouest, selon une étude s'appuyant sur une série de données couvrant la période 1971-2000. En 2020, Météo-France publie une typologie des climats de la France métropolitaine dans laquelle la commune est exposée à un climat océanique altéré et est dans la région climatique Aquitaine, Gascogne, caractérisée par une pluviométrie abondante au printemps, modérée en automne, un faible ensoleillement au printemps, un été chaud (19,5 °C), des vents faibles, des brouillards fréquents en automne et en hiver et des orages fréquents en été (15 à 20 jours).
Pour la période 1971-2000, la température annuelle moyenne est de 13,4 °C, avec une amplitude thermique annuelle de 15,7 °C. Le cumul annuel moyen de précipitations est de 706 mm, avec 9,6 jours de précipitations en janvier et 5,6 jours en juillet. Pour la période 1991-2020, la température moyenne annuelle observée sur la station météorologique la plus proche, située sur la commune de Cugnaux à 5 km à vol d'oiseau, est de 14,3 °C et le cumul annuel moyen de précipitations est de 635,7 mm,. Pour l'avenir, les paramètres climatiques de la commune estimés pour 2050 selon différents scénarios d'émission de gaz à effet de serre sont consultables sur un site dédié publié par Météo-France en novembre 2022.

### Milieux naturels et biodiversité

#### Espaces protégés
La protection réglementaire est le mode d’intervention le plus fort pour préserver des espaces naturels remarquables et leur biodiversité associée,.
Deux espaces protégés sont présents sur la commune : 
- « la Garonne, l'Ariège, l'Hers Vif et le Salat », objet d'un arrêté de protection de biotope, d'une superficie de 1 658,7 ha[19] ;
- la réserve naturelle régionale Confluence Garonne-Ariège, classée en 2015, d'une superficie de 587 ha, qui constitue un lieu patrimonial d’exception en termes écologique et biologique, d’intérêt régional, voire national dans un contexte périurbain prononcé. Parmi les espèces floristiques remarquables, on trouve entre autres, l’utriculaire élevée et le jonc fleuri (espèces affiliées aux zones humides), le silène de France et le grand muflier (inféodées aux milieux prairiaux secs et pauvres), le peigne de Vénus et la nigelle de France (pour les espaces agricoles limitrophes)[20],[21].

#### Réseau Natura 2000

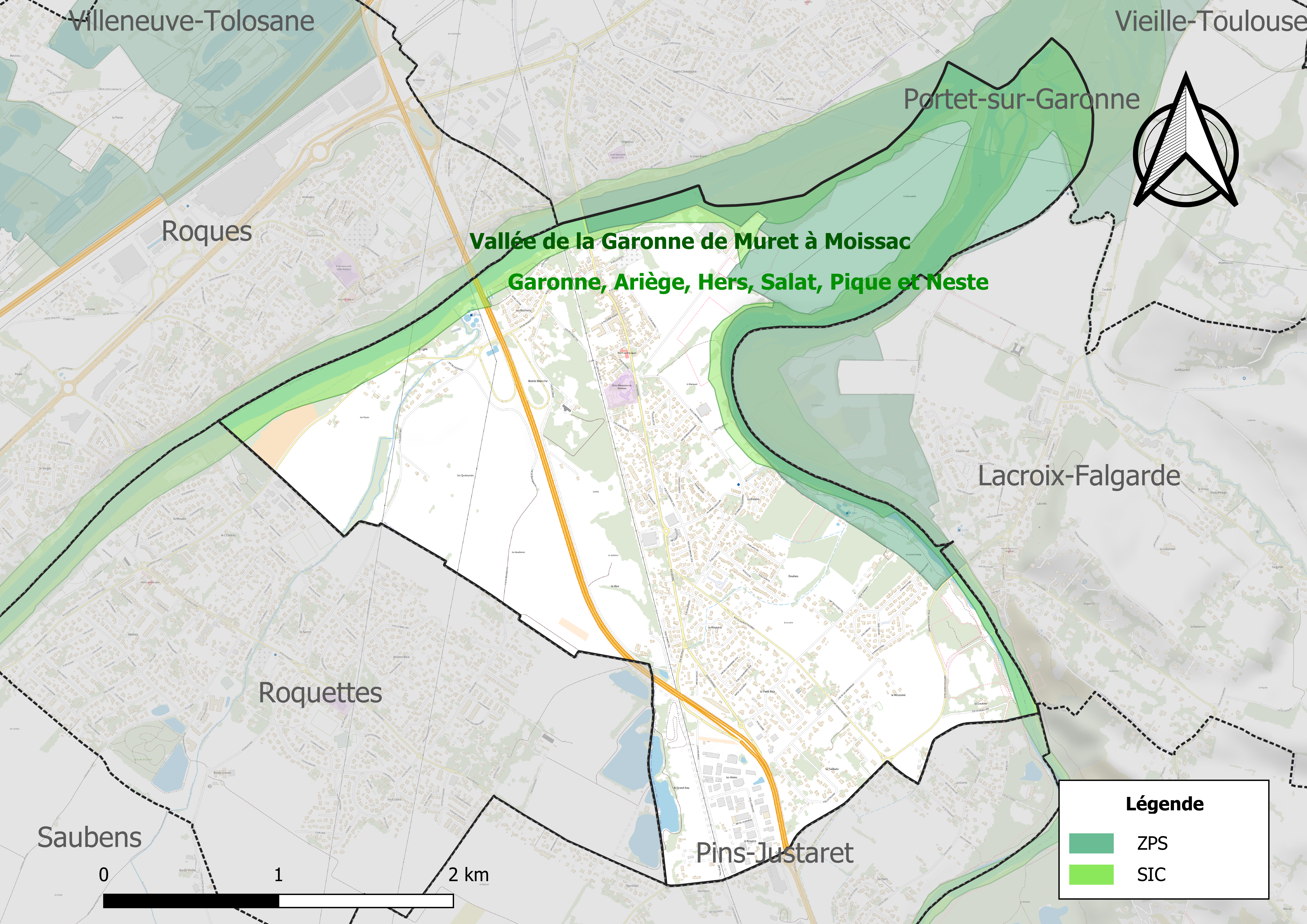
Site Natura 2000 sur le territoire communal.

Le réseau Natura 2000 est un réseau écologique européen de sites naturels d'intérêt écologique élaboré à partir des directives habitats et oiseaux, constitué de zones spéciales de conservation (ZSC) et de zones de protection spéciale (ZPS).
Un site Natura 2000 a été défini sur la commune au titre de la directive habitats :
- « Garonne, Ariège, Hers, Salat, Pique et Neste », d'une superficie de 9 581 ha, un réseau hydrographique pour les poissons migrateurs (zones de frayères actives et potentielles importantes pour le Saumon en particulier qui fait l'objet d'alevinages réguliers et dont des adultes atteignent déjà Foix sur l'Ariège[24]

et un au titre de la directive oiseaux : 
- la « vallée de la Garonne de Muret à Moissac », d'une superficie de 4 493 ha, hébergeant une avifaune bien représentée en diversité, mais en effectifs limités (en particulier, baisse des populations de plusieurs espèces de hérons). Sept espèces de hérons y nichent, dont le héron pourpré, ainsi que le Milan noir (avec des effectifs importants), l'Aigle botté, le Petit gravelot, la Mouette mélanocéphale, la Sterne pierregarin et le Martin-pêcheur[25].

#### Zones naturelles d'intérêt écologique, faunistique et floristique

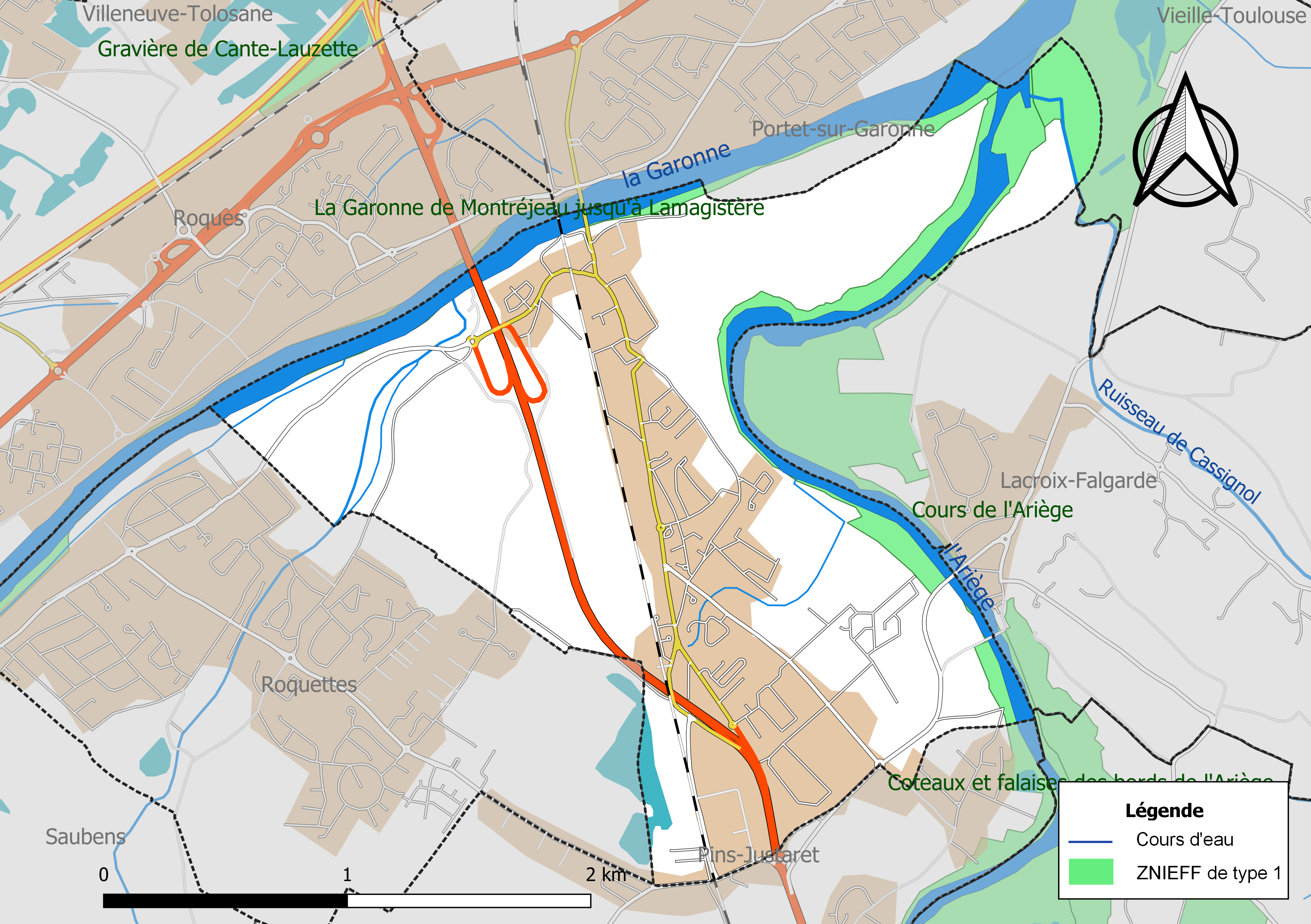
Carte des ZNIEFF de type 1 localisées sur la commune.

L’inventaire des zones naturelles d'intérêt écologique, faunistique et floristique (ZNIEFF) a pour objectif de réaliser une couverture des zones les plus intéressantes sur le plan écologique, essentiellement dans la perspective d’améliorer la connaissance du patrimoine naturel national et de fournir aux différents décideurs un outil d’aide à la prise en compte de l’environnement dans l’aménagement du territoire.
Deux ZNIEFF de type 1 sont recensées sur la commune :
le « cours de l'Ariège » (1 341 ha), couvrant 56 communes dont 43 dans l'Ariège et 13 dans la Haute-Garonne et 
« la Garonne de Montréjeau jusqu'à Lamagistère » (5 075 ha), couvrant 92 communes dont 63 dans la Haute-Garonne, trois en Lot-et-Garonne et 26 en Tarn-et-Garonne
et deux ZNIEFF de type 2, : 
- « la Garonne et milieux riverains, en aval de Montréjeau » (6 874 ha), couvrant 93 communes dont 64 dans la Haute-Garonne, trois en Lot-et-Garonne et 26 en Tarn-et-Garonne[29] ;
- « l'Ariège et ripisylves » (1 975 ha), couvrant 56 communes dont 43 dans l'Ariège et 13 dans la Haute-Garonne[30].

## Urbanisme

### Typologie
Au 1er janvier 2024, Pinsaguel est catégorisée ceinture urbaine, selon la nouvelle grille communale de densité à sept niveaux définie par l'Insee en 2022.
Elle appartient à l'unité urbaine de Toulouse, une agglomération inter-départementale regroupant 81  communes, dont elle est une commune de la banlieue,,. Par ailleurs la commune fait partie de l'aire d'attraction de Toulouse, dont elle est une commune de la couronne,. Cette aire, qui regroupe 527 communes, est catégorisée dans les aires de 700 000 habitants ou plus (hors Paris),.

### Occupation des sols

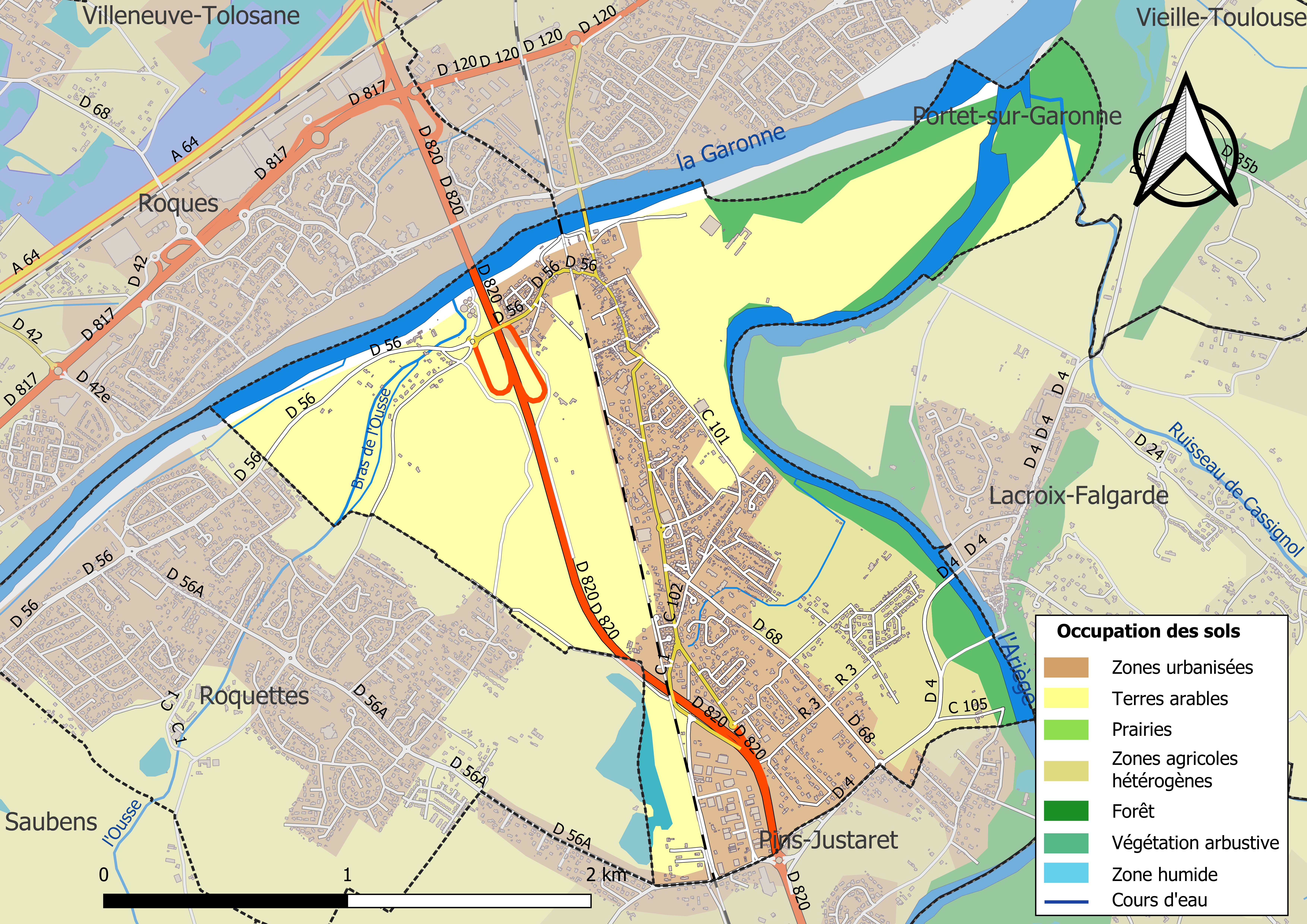
Carte des infrastructures et de l'occupation des sols de la commune en 2018 (CLC).

L'occupation des sols de la commune, telle qu'elle ressort de la base de données européenne d’occupation biophysique des sols Corine Land Cover (CLC), est marquée par l'importance des territoires agricoles (56,5 % en 2018), en diminution par rapport à 1990 (61,4 %). La répartition détaillée en 2018 est la suivante : 
terres arables (45,1 %), zones urbanisées (26,2 %), forêts (12,5 %), zones agricoles hétérogènes (11,5 %), eaux continentales (4,8 %). L'évolution de l’occupation des sols de la commune et de ses infrastructures peut être observée sur les différentes représentations cartographiques du territoire : la carte de Cassini (XVIIIe siècle), la carte d'état-major (1820-1866) et les cartes ou photos aériennes de l'IGN pour la période actuelle (1950 à aujourd'hui).

### Voies de communication et transports

#### Voies de communication
Accès par la route départementale D 820, et la route nationale 20.

#### Transports
Les lignes 311, 316 et 317 du réseau Tisséo relient toutes le centre de la commune à la gare de Portet-Saint-Simon, sur la ligne D des trains urbains de Toulouse, depuis la gare de Muret via différentes communes du Muretain.
Les gares les plus proches de la commune sont celles de Portet-sur-Garonne ou de Pins-Justaret sur la ligne de Portet-Saint-Simon à Puigcerda (frontière).

### Risques majeurs
Le territoire de la commune de Pinsaguel est vulnérable à différents aléas naturels : météorologiques (tempête, orage, neige, grand froid, canicule ou sécheresse), inondations et séisme (sismicité très faible). Il est également exposé à un risque technologique, la rupture d'un barrage. Un site publié par le BRGM permet d'évaluer simplement et rapidement les risques d'un bien localisé soit par son adresse soit par le numéro de sa parcelle.

#### Risques naturels
La commune fait partie du territoire à risques importants d'inondation (TRI) de Toulouse, regroupant 15 communes concernées par un risque de débordement de la Garonne, un des 18 TRI qui ont été arrêtés fin 2012 sur le bassin Adour-Garonne. Les événements significatifs passés sont la crue généralisée sur le bassin de la Garonne des 23 et 24 juin 1875 (7 500 m3/s à Toulouse), qui a fait 208 morts et détruit 1 219 maisons, et la crue des 1er au 5 février 1952 (3 300 m3/s) à Toulouse, qui a fait 7 victimes. Des cartes des surfaces inondables ont été établies pour trois scénarios : fréquent (crue de temps de retour de 10 ans à 30 ans), moyen (temps de retour de 100 ans à 300 ans) et extrême (temps de retour de l'ordre de 1 000 ans, qui met en défaut tout système de protection). La commune a été reconnue en état de catastrophe naturelle au titre des dommages causés par les inondations et coulées de boue survenues en 1982, 1996, 1999, 2000, 2009 et 2022,.

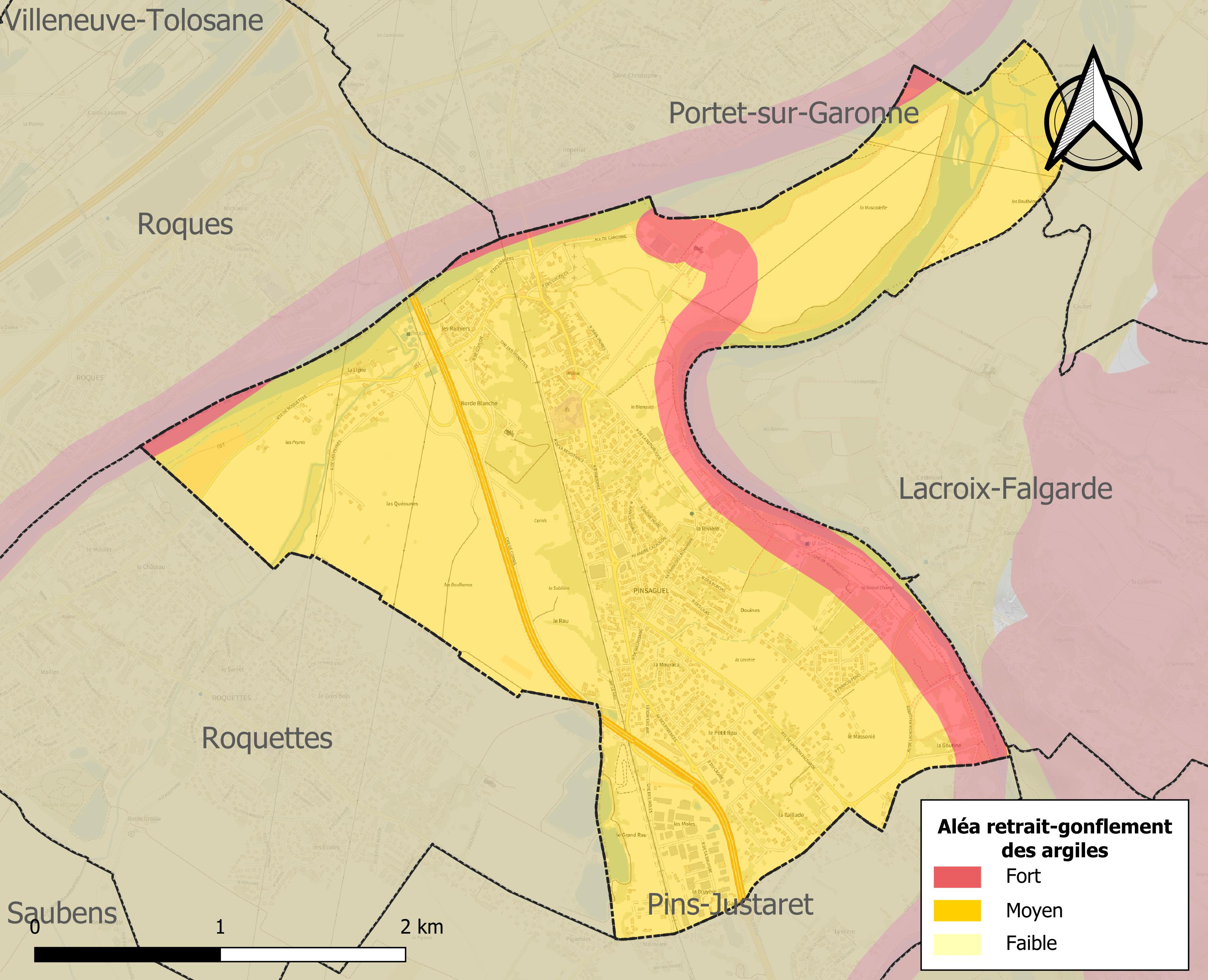
Carte des zones d'aléa retrait-gonflement des sols argileux de Pinsaguel.

Le retrait-gonflement des sols argileux est susceptible d'engendrer des dommages importants aux bâtiments en cas d’alternance de périodes de sécheresse et de pluie. La totalité de la commune est en aléa moyen ou fort (88,8 % au niveau départemental et 48,5 % au niveau national). Sur les 1 050 bâtiments dénombrés sur la commune en 2019, 1 050 sont en aléa moyen ou fort, soit 100 %, à comparer aux 98 % au niveau départemental et 54 % au niveau national. Une cartographie de l'exposition du territoire national au retrait gonflement des sols argileux est disponible sur le site du BRGM,.
Par ailleurs, afin de mieux appréhender le risque d’affaissement de terrain, l'inventaire national des cavités souterraines permet de localiser celles situées sur la commune.
Concernant les mouvements de terrains, la commune a été reconnue en état de catastrophe naturelle au titre des dommages causés par la sécheresse en 1989, 1992, 1993, 1994, 1999, 2003, 2012, 2017 et 2020 et par des mouvements de terrain en 1999.

#### Risques technologiques
La commune est en outre située en aval des barrages de Montbel (Ariège), de Cap de Long (Hautes-Pyrénées), de Gnioure, de Naguilhes, de Laparan (Ariège) et de. À ce titre elle est susceptible d’être touchée par l’onde de submersion consécutive à la rupture d'un de ces ouvrages.

## Toponymie
La graphie gasconne Pinsaguèth a été aussi présente.

## Histoire

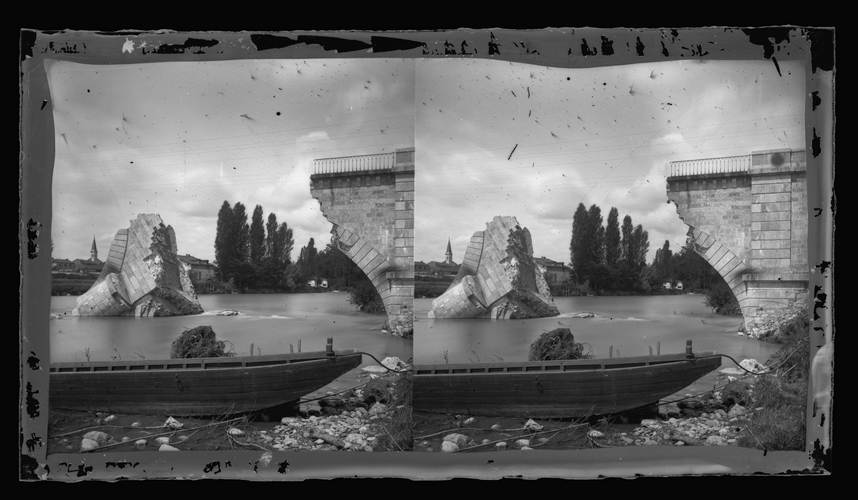
Destruction du pont de Pinsaguel lors de la Crue de la Garonne en 1875.

### Héraldique
| Pinsaguel | Son blasonnement est : D'azur à la clef d'or, accostée à dextre d'une oie de sable et à senestre d'un roc d'échiquier d'argent. |

## Politique et administration

### Administration municipale
Le nombre d'habitants au recensement de 2017 étant compris entre 2 500 habitants et 3 499 habitants, le nombre de membres du conseil municipal pour l'élection de 2020 est de vingt-trois,.

### Rattachements administratifs et électoraux
Commune faisant partie de la neuvième circonscription de la Haute-Garonne de la communauté d'agglomération du Muretain et du canton de Portet-sur-Garonne.

### Liste des maires
| Période                                  | Période   | Identité        | Étiquette | Qualité                                                                                                |
| ---------------------------------------- | --------- | --------------- | --------- | --- |
| Les données manquantes sont à compléter. |           |                 |           | |
| 1945                                     | 1959      | Paul Gros       |           | |
| 1959                                     | 1965      | Paul Vieillard  |           | |
| 1965                                     | 1971      | Guy de Gaujac   |           | Ingénieur agronome et agriculteur                                                                      |
| 1971                                     | mars 1983 | René Mondo      |           | |
| mars 1983                                | juin 1995 | Robert Andrieu  |           | |
| juin 1995                                | mars 2008 | Jacques Arqué   | DVD       | Cadre supérieur retraité                                                                               |
| mars 2008                                | En cours  | Jean-Louis Coll | DVG       | Professeur des universités retraité 2e vice-président du Muretain Agglo Réélu pour le mandat 2020-2026 |

## Population et société

### Démographie
L'évolution du nombre d'habitants est connue à travers les recensements de la population effectués dans la commune depuis 1793. Pour les communes de moins de 10 000 habitants, une enquête de recensement portant sur toute la population est réalisée tous les cinq ans, les populations de référence des années intermédiaires étant quant à elles estimées par interpolation ou extrapolation. Pour la commune, le premier recensement exhaustif entrant dans le cadre du nouveau dispositif a été réalisé en 2004.

En 2022, la commune comptait 2 779 habitants, en évolution de +0,43 % par rapport à 2016 (Haute-Garonne : +8,02 %, France hors Mayotte : +2,11 %).
| 1793 | 1800 | 1806 | 1821 | 1831 | 1836 | 1841 | 1846 | 1851 |
| ---- | ---- | ---- | ---- | ---- | ---- | ---- | ---- | ---- |
| 326  | 299  | 360  | 426  | 415  | 488  | 508  | 491  | 493  |

| 1856 | 1861 | 1866 | 1872 | 1876 | 1881 | 1886 | 1891 | 1896 |
| ---- | ---- | ---- | ---- | ---- | ---- | ---- | ---- | ---- |
| 493  | 460  | 447  | 400  | 401  | 320  | 291  | 287  | 245  |

| 1901 | 1906 | 1911 | 1921 | 1926 | 1931 | 1936 | 1946 | 1954 |
| ---- | ---- | ---- | ---- | ---- | ---- | ---- | ---- | ---- |
| 231  | 242  | 230  | 203  | 327  | 383  | 432  | 568  | 663  |

| 1962 | 1968  | 1975  | 1982  | 1990  | 1999  | 2004  | 2006  | 2009  |
| ---- | ----- | ----- | ----- | ----- | ----- | ----- | ----- | ----- |
| 786  | 1 638 | 1 827 | 1 970 | 2 603 | 2 466 | 2 581 | 2 583 | 2 574 |

| 2014  | 2019  | 2022  | - | - | - | - | - | - |
| ----- | ----- | ----- | - | - | - | - | - | - |
| 2 793 | 2 840 | 2 779 | - | - | - | - | - | - |

| selon la population municipale des années : | 1968 | 1975 | 1982 | 1990 | 1999 | 2006 | 2009 | 2013 |
| Rang de la commune dans le département      | 39   | 51   | 63   | 51   | 67   | 73   | 80   | 79   |
| Nombre de communes du département           | 592  | 582  | 586  | 588  | 588  | 588  | 589  | 589  |

### Service public
Police municipale, centre communal d’action sociale.

### Enseignement
Pinsaguel fait partie de l'académie de Toulouse.
La commune comporte un groupe scolaire, composé d'une école maternelle et d'une école primaire.

### Culture
Fête locale (mi juillet), médiathèque, maison de la vie locale, ludothèque, chant, danse, théâtre, arts plastiques, art floral...

### Activités sportives
Football, basketball, cyclisme, badminton et chasse, gymnase (La Muscadelle),

### Écologie et recyclage
La collecte et le traitement des déchets des ménages et des déchets assimilés ainsi que la protection et la mise en valeur de l'environnement se font dans le cadre de la communauté d'agglomération du Muretain.

## Économie

### Revenus
En 2018  (données Insee publiées en septembre 2021), la commune compte 1 302 ménages fiscaux, regroupant 2 918 personnes. La médiane du revenu disponible par unité de consommation est de 24 110 € (23 140 € dans le département). 58 % des ménages fiscaux sont imposés (55,3 % dans le département).

### Emploi
|                | 2008  | 2013  | 2018  |
| -------------- | ----- | ----- | ----- |
| Commune        | 4,6 % | 7,4 % | 7,9 % |
| Département    | 7,7 % | 9,6 % | 9,3 % |
| France entière | 8,3 % | 10 %  | 10 %  |

En 2018, la population âgée de 15 à 64 ans s'élève à 1 651 personnes, parmi lesquelles on compte 79,1 % d'actifs (71,2 % ayant un emploi et 7,9 % de chômeurs) et 20,9 % d'inactifs,. Depuis 2008, le taux de chômage communal (au sens du recensement) des 15-64 ans est inférieur à celui de la France et du département.
La commune fait partie de la couronne de l'aire d'attraction de Toulouse, du fait qu'au moins 15 % des actifs travaillent dans le pôle,. Elle compte 718 emplois en 2018, contre 741 en 2013 et 785 en 2008. Le nombre d'actifs ayant un emploi résidant dans la commune est de 1 199, soit un indicateur de concentration d'emploi de 59,8 % et un taux d'activité parmi les 15 ans ou plus de 57,3 %.
Sur ces 1 199 actifs de 15 ans ou plus ayant un emploi, 166 travaillent dans la commune, soit 14 % des habitants. Pour se rendre au travail, 85,3 % des habitants utilisent un véhicule personnel ou de fonction à quatre roues, 4,8 % les transports en commun, 8,1 % s'y rendent en deux-roues, à vélo ou à pied et 1,9 % n'ont pas besoin de transport (travail au domicile).

### Activités hors agriculture

#### Secteurs d'activités
291 établissements sont implantés  à Pinsaguel au 31 décembre 2019. Le tableau ci-dessous en détaille le nombre par secteur d'activité et compare les ratios avec ceux du département,.
| Secteur d'activité                                                                                        | Commune | Commune | Département |
| Secteur d'activité                                                                                        | Nombre  | %       | %           |
| --- | ------- | ------- | ----------- |
| Ensemble                                                                                                  | 291     | 100 %   | (100 %)     |
| Industrie manufacturière, industries extractives et autres                                                | 32      | 11 %    | (5,7 %)     |
| Construction                                                                                              | 39      | 13,4 %  | (12 %)      |
| Commerce de gros et de détail, transports, hébergement et restauration                                    | 80      | 27,5 %  | (25,9 %)    |
| Information et communication                                                                              | 9       | 3,1 %   | (4,1 %)     |
| Activités financières et d'assurance                                                                      | 9       | 3,1 %   | (3,8 %)     |
| Activités immobilières                                                                                    | 9       | 3,1 %   | (4,2 %)     |
| Activités spécialisées, scientifiques et techniques et activités de services administratifs et de soutien | 45      | 15,5 %  | (19,8 %)    |
| Administration publique, enseignement, santé humaine et action sociale                                    | 40      | 13,7 %  | (16,6 %)    |
| Autres activités de services                                                                              | 28      | 9,6 %   | (7,9 %)     |

Le secteur du commerce de gros et de détail, des transports, de l'hébergement et de la restauration est prépondérant sur la commune puisqu'il représente 27,5 % du nombre total d'établissements de la commune (80 sur les 291 entreprises implantées  à Pinsaguel), contre 25,9 % au niveau départemental.

#### Entreprises et commerces
Les cinq entreprises ayant leur siège social sur le territoire communal qui génèrent le plus de chiffre d'affaires en 2020 sont : 
- Alienor, supermarchés (19 988 k€) ;
- Isb Industries Et Services Du Bâtiment, construction d'autres bâtiments (13 003 k€) ;
- Toulze Vente Directe, commerce de détail de viandes et de produits à base de viande en magasin spécialisé (9 080 k€) ;
- Societe D'exploitation Dumon, entretien et réparation de véhicules automobiles légers (9 031 k€) ;
- Global Mastering, vente à distance sur catalogue spécialisé (3 655 k€).

### Agriculture
|               | 1988 | 2000 | 2010 | 2020 |
| ------------- | ---- | ---- | ---- | ---- |
| Exploitations | 11   | 6    | 3    | 3    |
| SAU (ha)      | 280  | 110  | 17   | 8    |

La commune est dans « les Vallées », une petite région agricole consacrée à la polyculture sur les plaines et terrasses alluviales qui s’étendent de part et d’autre des sillons marqués par la Garonne et l’Ariège. En 2020, l'orientation technico-économique de l'agriculture  sur la commune est la culture de légumes ou champignons. Trois exploitations agricoles ayant leur siège dans la commune sont dénombrées lors du recensement agricole de 2020 (onze en 1988). La superficie agricole utilisée est de 8 ha,,.

## Culture locale et patrimoine

### Lieux et monuments

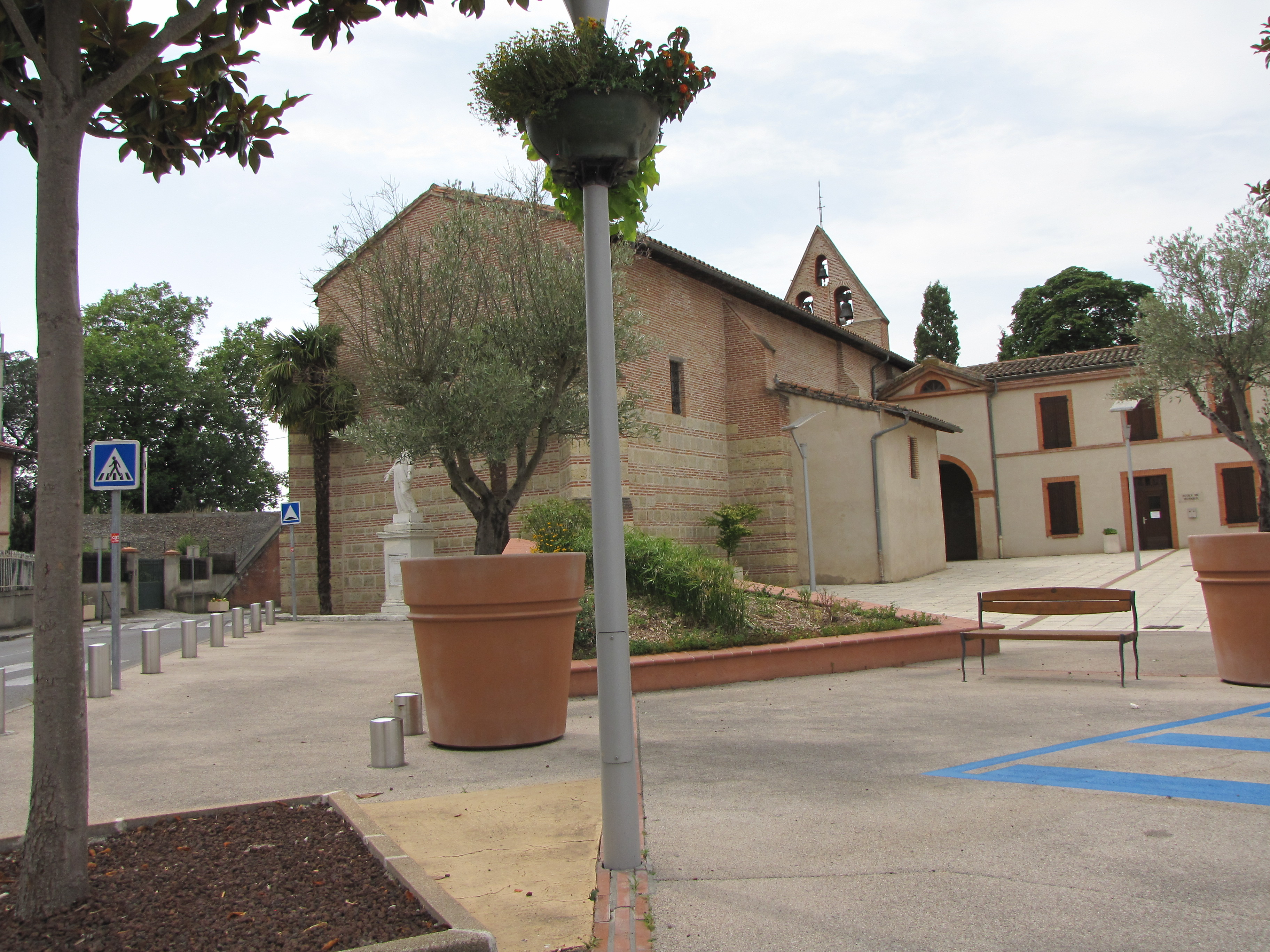
Église Saint-Pierre.

- Château Bertier. Le château et la ferme sont inscrits au titre des monuments historiques depuis 1941[62].
- Église Saint-Pierre.
- Réserve naturelle régionale Confluence Garonne-Ariège.

### Personnalités liées à la commune
- Pierre Berdoulat général de division.
- Louis Castex Officier Pilote Écrivain.

## Pour approfondir